# Walter Cruz
Walter Oswaldo Cruz (Petrópolis, 23 gennaio 1910 – Rio de Janeiro, 3 gennaio 1967) è stato un medico e scacchista brasiliano.
Di professione era un ematologo, direttore dell'Istituto epidemiologico Oswaldo Cruz (intitolato a suo padre Oswaldo Gonçalves Cruz) dell'Università federale di Rio de Janeiro.

## Principali risultati
Vinse sei volte il campionato brasiliano (1938, 1940, 1942, 1948, 1949 e 1953) e si classificò tre volte secondo (1928, 1929 e 1939).
Partecipò con il Brasile alle olimpiadi degli scacchi di Buenos Aires 1939, ottenendo +4 =5 –7 in terza scacchiera.
Nel campionato sudamericano del 1928 a Mar del Plata si classificò al 9º posto (vinse Roberto Grau); nel 1938 vinse il torneo di Rio de Janeiro (Torneio Nacional de Seleção) e si classificò 7° nel torneo di Carrasco (vinse Alexander Alekhine).
Nel 1940 vinse il Torneio Nacional de Seleção di Rio de Janeiro e si classificò 4º nel campionato dello Stato di New York (vinto da Reuben Fine); nel 1941 si classificò 3° nel torneo quadrangolare di Rio de Janeiro, vinto da Erich Eliskases; nel 1946 ottenne il 3º posto nell'Alekhine Memorial di Rio de Janeiro, vinto da Eliskases; nel 1949 vinse il Campeonato Carioca di Rio de Janeiro.